# Parathalassius candidatus
Parathalassius candidatus är en tvåvingeart som beskrevs av Axel Leonard Melander 1906. Parathalassius candidatus ingår i släktet Parathalassius och familjen styltflugor.
Artens utbredningsområde är Washington. Inga underarter finns listade i Catalogue of Life.